# The Marshall Tucker Band (album)
| Recensione              | Giudizio      |
| ----------------------- | ------------- |
| AllMusic                | [ 1 ]         |
| Sputnikmusic            | 5.0 (Classic) |
| Dizionario del Pop-Rock | [ 3 ]         |
| 24.000 dischi           | [ 4 ]         |

The Marshall Tucker Band è il primo album del gruppo musicale The Marshall Tucker Band, pubblicato dalla Capricorn Records nel marzo del 1973.

## Tracce
Brani composti da Toy Caldwell
Lato A
1. Take the Highway – 6:10
2. Can't You See – 6:00
3. Losing You – 5:02

Durata totale: 17:12
Lato B
1. Hillbilly Band – 2:32
2. See You Later, I'm Gone – 3:01
3. Ramblin' – 5:01
4. My Jesus Told Me So – 5:20
5. Ab's Song – 1:12

Durata totale: 17:06
Edizione CD del 2003, pubblicato dalla Shout! Factory Records (DK 31518)
1. Take the Highway – 6:12 (Toy Caldwell)
2. Can't You See – 6:01 (Toy Caldwell)
3. Losing You – 5:04 (Toy Caldwell)
4. Hillbilly Band – 2:32 (Toy Caldwell)
5. See You Later, I'm Gone – 3:02 (Toy Caldwell)
6. Ramblin' – 5:02 (Toy Caldwell)
7. My Jesus Told Me So – 5:31 (Toy Caldwell)
8. Ab's Song – 1:12 (Toy Caldwell)
9. Everyday (I Have the Blues) – 12:33 (Peter Chatman) – Bonus Track - Live

Durata totale: 47:09
- Brano numero 9 (Bonus Track) registrato dal vivo nel settembre 1973 al Winterland Auditorium di San Francisco, California

## Musicisti
- Toy Caldwell - chitarra solista, chitarra steel, voce
- Tommy Caldwell - basso, percussioni, accompagnamento vocale
- George McCorkle - chitarra ritmica, chitarra acustica, percussioni
- Doug Gray - voce solista, percussioni
- Jerry Eubanks - sassofono alto, flauto, percussioni, accompagnamento vocale
- Paul Riddle - batteria

Musicisti aggiunti
- Paul Hornsby - pianoforte acustico, pianoforte elettrico, organo, sintetizzatore (moog)
- Jai Johanny Johanson - percussioni (guitcongas), congas (brani: Can't You See, Losing You e My Jesus Told Me So)
- Fred Wise - fiddle (brano: Hillbilly Band)
- Oscar Jackson - sassofono tenore (brano: Ramblin')
- Samuel Dixon - tromba (brano: Ramblin')
- Donna Hall - accompagnamento vocale (My Jesus Told Me So)
- Ella Brown - accompagnamento vocale (My Jesus Told Me So)
- Ernestine Jones - accompagnamento vocale (My Jesus Told Me So)
- Cousin Stanley's Jug Band (George McCorkle, Tom Caldwell, Buddy Thornton e Jerry Eubanks) (brano: Hillbilly Band)